# Toot
Een toot is een scherpe punt tussen niet complete cirkels in het maaswerk van met name vensters. Dit is een kenmerkend element van de gotische architectuur. Toten komen voor in tootbogen, een tootboogfries, drielobben, driepassen, driebladen, vierpassen, vierbladen, veelpassen, visblazen en verschillende andere varianten.
De gotische architectuur ontwikkelde zich in steeds sierlijkere vormen. Hoe rijker de versieringen waren, hoe meer toten er in het maaswerk waren aangebracht.
Ter versiering is aan sommige toten bladwerk aangebracht, een versiering met plantenmotieven aan de uiteinden van toten. Dan worden het bladwerktoten genoemd. Het is een kwetsbaar motief dat dan erg gevoelig is voor schade.

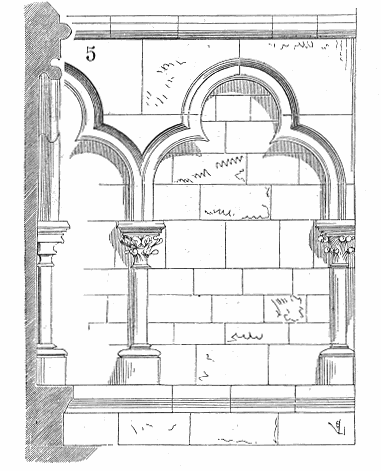
Toten van een drielob
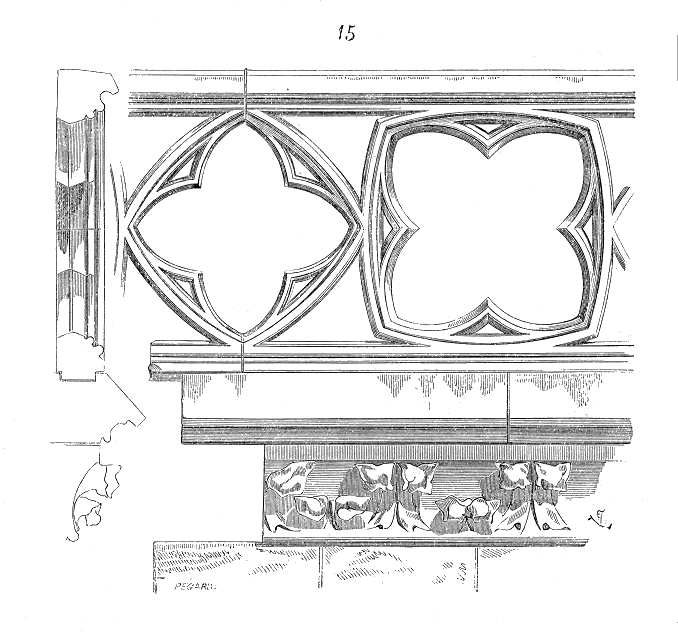
Toten van vierbladen
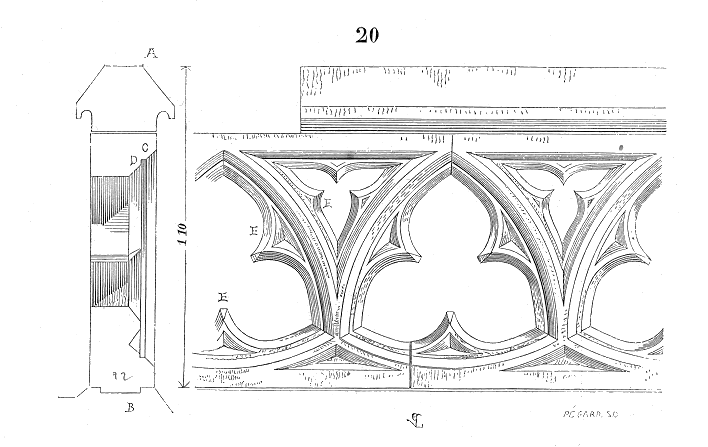
Toten van driebladen
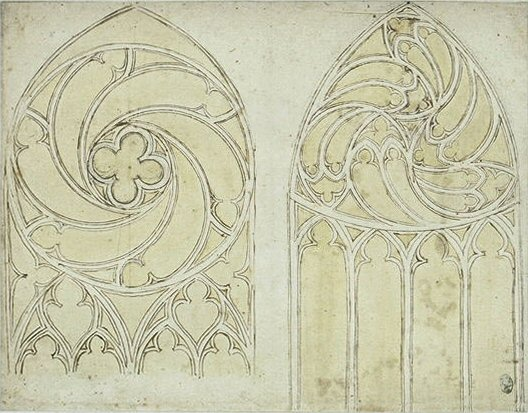
Verschillende toten
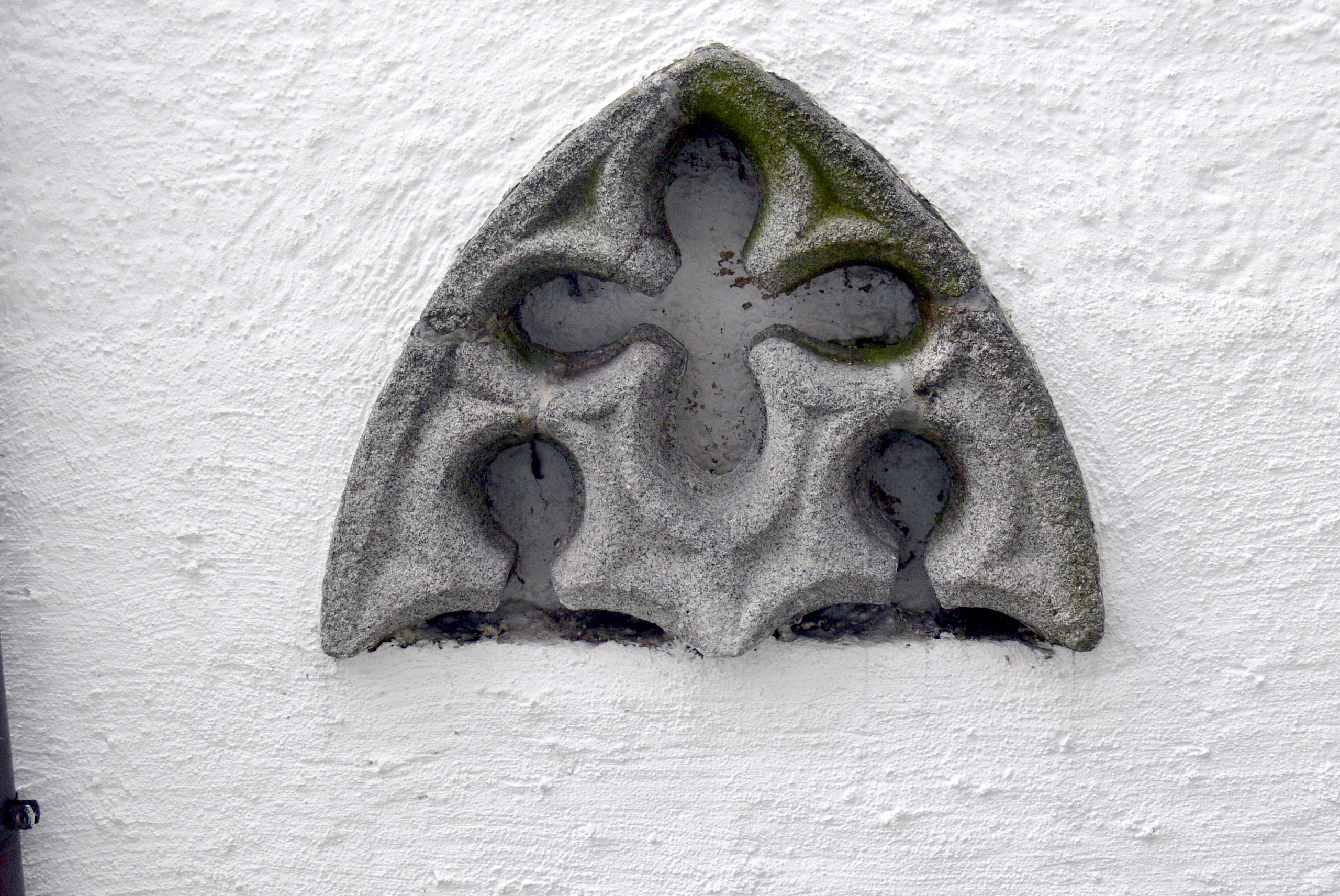
Toten van een vierpas